# Todiramphus pyrrhopygius
El alción culirrojo (Todiramphus pyrrhopygius) es una especie de ave coraciforme de la familia Halcyonidae endémica de Australia. Su plumaje es predominántemente verde azulado y blanco con el obispillo de color castaño rojizo. Se encuentra por todo el continente australiano, principalmente en regiones áridas.

## Taxonomía
El alción culirrojo fue descrito científicamente por el ornitólogo John Gould en 1841. Durante mucho tiempo fue conocido como Halcyon pyrrhopygia antes de ser trasladado al género Todiramphus. Su nombre científico procede de los términos antiguo|griegos]] pyrrho-/πυρρο- "color de fuego" o "rojo" y pyge/πυγή "nalgas".

## Descripción

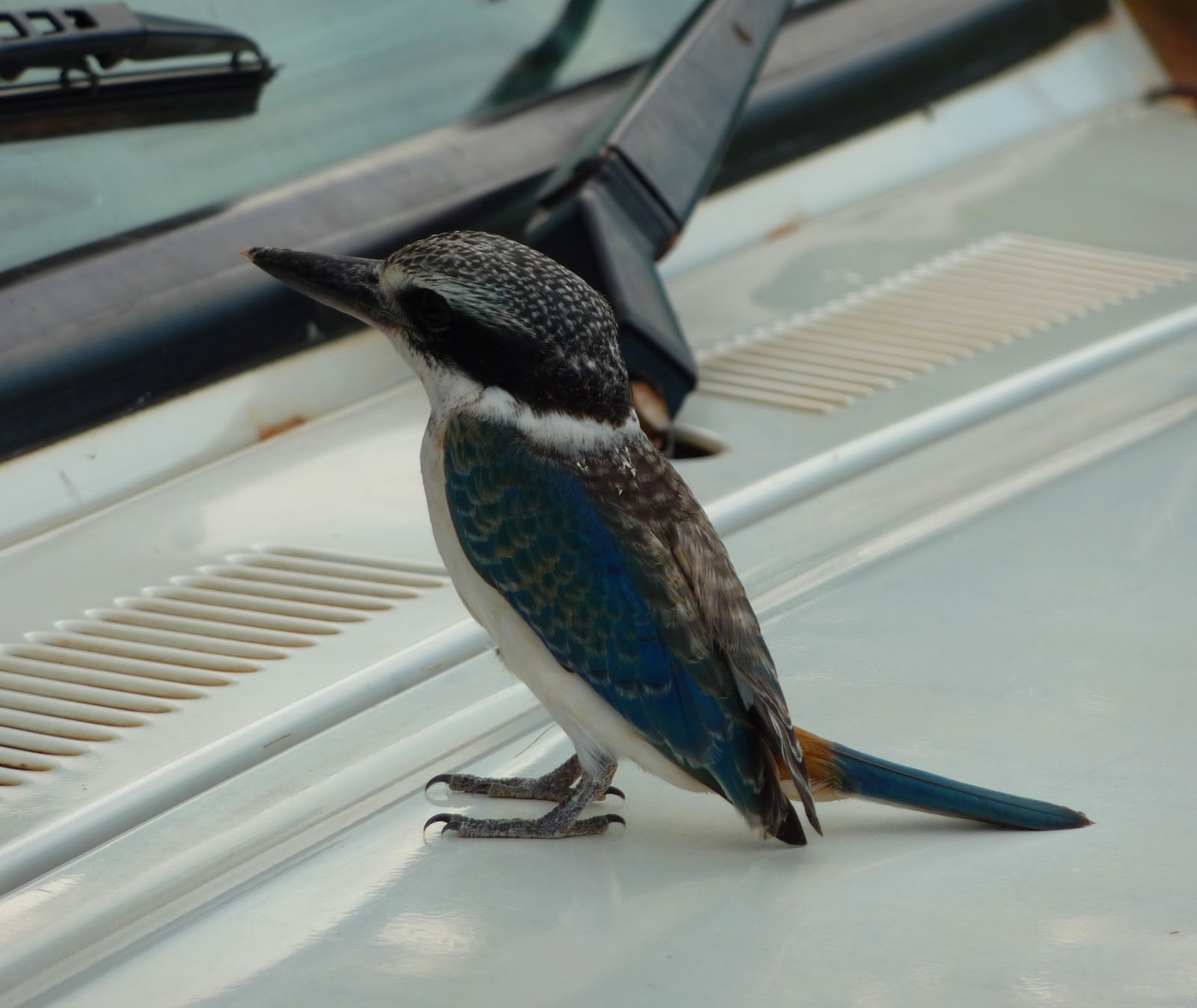
Sobre un coche en el territorio Norte.

El alción culirrojo mide entre 20–22.5 cm. Su píleo es verde moteado en blanco, su cola y alas son de color verde azulado, y la parte inferior de la espalda, el obispillo y las coberteras superiores de la colas son de color castaño rojizo, y su pecho, vientre y cuello son de color blanco. Tiene una franja negra que va desde el pico hasta la nuca atravesando los ojos. Las hembras son de tonos más apagados. Su iris es de color pardo oscuro y sus patas son de color gris oscuro. Los juveniles tienen el pecho veteado. Su llamada es un silvido descendente, y tiene una llamada de alarma penetrante que emiten cuando están cerca del nido.

## Distribución y hábitat
El alción culirrojo es nativo de la mayor parte de Australia. Es un visitante estival en el sureste del país, mientras que es sedentario en el resto del territorio. Habita en los bosques secos, sabanas y zonas de matorral donde predominan  Eucalyptus sp. y Acacia aneura. Evitan los bosques densos, durante la época de cría estas aves se trasladan a los cursos fluviales en busca de taludes arenosos donde excavar túneles para anidar.

## Reproducción
La época de cría se produce de octubre a diciembre y realizan una sola nidada por temporada, aunque muchas aves no crían en época de sequía. Anidan en túneles de entre 0,5–1,25 m de longitud situado en el tercio superior de un terraplén o un talud vertical generalmente no orientado hacia el agua o bien a un cauce seco. Puede que abandonen el lugar si el cauce se inunda. Ocasionalmente puede situar su nido en termiteros en el norte. Suelen poner entre tres y seis huevos blancos y brillantes, que miden una media de 25 mm x 22 mm.